# Пивоваров, Семён Михайлович
Семён Миха́йлович Пивова́ров (28 августа 1923, Баку — 8 февраля 2014, Санкт-Петербург) — советский и российский поэт-сатирик. Лауреат премии «Литературной газеты» в области сатиры «Золотой телёнок» (1994). Участник Великой Отечественной войны.

## Биография
Семён Пивоваров родился в 1923 году в Баку.
22 июня 1941 года Семён Пивоваров узнал о том, что началась война, на встрече со своими одноклассниками по поводу окончания школы. Объявление о нападении Германии прозвучало по репродуктору как раз в тот момент, когда школьники накрывали праздничные столы в спортзале. Выпускной вечер ребята отметили, занавесив окна одеялами, хотя Баку немецкая авиация не бомбила. На следующий день, по воспоминаниям Пивоварова, все мальчишки из класса добровольно пошли в военкомат.
Окончил высшее военное артиллерийское училище. Участвовал в обороне Кавказа, освобождал Украину. День Победы встретил в Праге командиром батареи. Всего за период войны получил два ранения. Второе — под Мелитополем, вблизи реки Молочной. Тогда в него попала снайперская разрывная пуля, ранение могло оказаться более серьезным, но Семёна Пивоварова спас артиллерийский бинокль, который принял часть удара на себя. За время войны был награждён двумя орденами «Красной звезды», орденами Отечественной войны I степени, Богдана Хмельницкого, несколькими медалями.
После войны служил в Германии, а в 1970 году был направлен в Феодосию, где и окончил военную службу. 8 февраля 2014 года в Санкт-Петербурге Семён Пивоваров ушёл из жизни после продолжительной болезни.

## Творчество
Все время после окончания Великой Отечественной войны писал стихи. Сначала на военную тематику, но со временем все больше работал для детей. Также писал в юмористическом жанре. Своими главными учителями считал симферопольского поэта Владимира Орлова и ялтинского сатирика Николая Полотая, которые, однако, по-разному смотрели на творчество Пивоварова: Владимир Орлов советовал ему писать только детские стихи, а Николай Полотай видел в нём хорошего сатирика и убеждал отказаться от всего, кроме сатиры.
В первой половине 1970-х гг. активно печатался со своими детскими стихами и сатирическими миниатюрами (сам он их называл «сатиропусами») в советских газетах и журналах: «Москва», «Нева», «Крокодил», «Весёлые картинки», «Перец».
Какое-то время руководил феодосийским литературным объединением «Рассвет». Из феодосийских поэтов был особенно дружен с Георгием Меликовым. Их обоих связывали не только любовь к городу и общие воспоминания о войне, но и память о родном Баку, где оба родились с разницей в несколько лет.
В 1994 году был удостоен премии «Золотой телёнок» «Литературной Газеты» («Клуба 12 стульев»).
Миниатюры Семёна Пивоваров вошли в «Антологию сатиры и юмора России XX века»

### Солнцемория
Семён Пивоваров регулярно проводил мероприятия с участием детей, читал для них стихи, рассказывал о фронтовой жизни, посещал школьные уроки и мероприятия в городских библиотеках. Один из его проектов назывался «Солнцемория». Пивоваров совместно с Центральной детской библиотекой Феодосии организовал конкурс детского рисунка по мотивам его детских произведений. В сборник, посвящённый 65-летию Феодосийской центральной детской библиотеки, вошли десятки его стихотворений, а все рисунки были выполнены учащимися феодосийских школ.

### ФЛЮС
Около пяти лет Семён Пивоваров издавал в феодосийской городской газете детскую страничку «Лучик», а затем, со второй половины 1970-х годов, издавал небольшие печатные сборники, куда входили юмористические произведения преимущественно феодосийских и крымских авторов. «ФЛЮС» («Феодосийский листок юмора и сатиры») выходил раз в полтора месяца как вкладыш старейшей городской газеты «Победа». В качестве редактора Семён Пивоваров работал над листком юмора «ФЛЮС» 15 лет. В разное время во «ФЛЮС» печатались сатирики и юмористы Яков Рудь, Николай Полотай, Ю. Калинин, Л. Клюшев, А. Малин, свои сатирические работы присылали и поэты из Москвы, Ленинграда, Горького. Феодосийские читатели любили эти юмористические странички за смелость: авторы часто высмеивали чиновников и работников различных государственных и муниципальных служб, хотя сам Пивоваров отмечал, что высмеивать тогда можно было только мелких чиновников и коммунальщиков.

## Критика
Свои сатирические произведения сам поэт называл «сатиропусами». Для «сатиропусов» характерна немногословность, обычно стихи писались всего в несколько строчек. В Феодосии многие «сатиропусы» разошлись на афоризмы.

«Улыбка — она и пароль, и магнит,
Улыбка врачует, улыбка роднит.
Чтоб не было места вражде и обиде,
Храните улыбку в развёрнутом виде».
— Семён Михайлович Пивоваров. Улыбка. — 2012. Архивировано 7 июля 2014 года.

## Память
Вскоре после смерти Семёна Пивоварова на фасаде феодосийского дома, где он прожил половину своей жизни, открыли мемориальную доску в его честь. Доску сделали в оригинальной манере: рядом с самой табличкой авторы установили скульптурную композицию книжной полки, которая сразу должна подсказывать прохожим, что в этом доме жил пишущий человек. Эскиз памятного знака сделал художник Сергей Удрис, а выполнил его в камне — скульптор Дмитрий Рябоконь.
В январе 2015 года Феодосийской библиотеке № 4 присвоили имя Семёна Пивоварова.

## Книги
Семён Пивоваров выпустил десять поэтических сборников. Последнее прижизненное издание автора, книга «Мне всего девяносто!», увидело свет в 2013 году. Книга выпущена Издательским домом «Коктебель». В начале книги собрано около десятка статей о поэте.
В Феодосии Семёна Пивоварова считают одним из ключевых киммерийских литераторов второй половины XX века, наряду с Георгием Меликовым, Владимиром Павловым, Сергеем Чубко и Владимиром Зарубиным. Научный сотрудник Музея Александра Степановича Грина Алла Ненада так высказалась о его творчестве: «Феодосийцы, крымчане ловят каждую улыбку его ума. Ждут и находят в ней защиту от отчаяния, огонек надежды, „неожиданную радость“ живой жизни».

Журналист Игорь Николаевич Татаринцев о творчестве Пивоварова:

Признаться, мы мало знаем ровесников поэта, так живо удерживающих в себе ироническое восприятие метаморфоз сегодняшней жизни…
Научный сотрудник Музея Александра Степановича Грина Алла Ненада:

«Он — автор особого лирического жанра, который можно определить словом „улыбка“. И в нём весь диапазон творческого бытия: от первой радости ребёнка до никогда не проходящей влюблённости в живой мир и его красоту»…